# Сколозавры
Сколозавры, эуоплоцефалы, эвоплоцефалы, (лат. Scolosaurus; Euoplocephalus — др.-греч.  «хорошо вооружённая голова») — травоядные панцирные динозавры. Длина тела около 5—6 м, были одними из крупнейших представителей инфраотряда анкилозавров.
Тело животного защищено костяными пластинами с крупными колючками, крупнейшие из которых располагались в районе шеи. На конце хвоста сколозавра находилось костное булавовидное утолщение, которым тот мог наносить сильные удары.

## Внешний вид

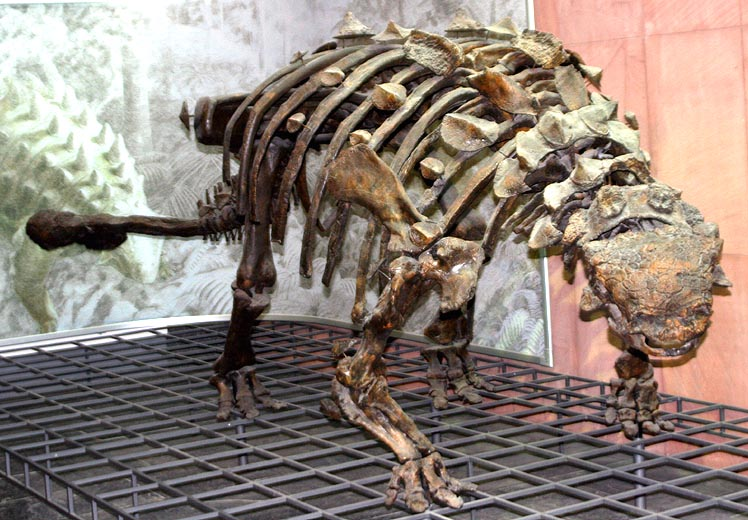
Скелет сколозавра

Из всего инфраотряда Ankylosauria сколозавров превосходили по размерам только представители родов Tarchia и Ankylosaurus. В длину сколозавры достигали 6 метров и весили при этом около 2 тонн. Максимальная ширина туловища животного составляла 2,4 метра, в то же время динозавр был достаточно приземистым и обладал относительно короткими лапами. Задние ноги сколозавра несколько больше передних. На пальцах располагались массивные, похожие на копыта, когти. Следы сколозавра, найденные в 1996 году в Боливии, свидетельствуют, что он передвигался не быстро, однако и не слишком медленно. На костях анкилозаврид практически отсутствуют повреждения, нанесённые когтями и зубами хищников. Для того чтобы нести тяжёлую броню и обеспечивать дополнительную защиту, многие кости сколозавра срастались друг с другом. Были сращены рёбра и позвонки грудного отдела позвоночника, позвонки поясничного отдела между собой и т. д.

### Размеры и общие пропорции
Сколозавры были крупными животными, длина их тела могла достигать 6-8 метров, а масса — около 2-3 тонн. Эти динозавры имели короткое, но массивное тело, широкую грудную клетку, что позволяло им поддерживать большую мышечную массу, необходимую для защиты и перемещения. Шея и хвост сколозавров были короткими, но очень мощными, что важно для дальнейшего понимания их поведения.

### Покрытие тела и броня
Один из самых ярких аспектов внешнего вида сколозавров — это их крепкая броня. Сколозавр стал первым анкилозавридом, у которого были обнаружены пластинки, опускавшиеся на веки и закрывавшие глаза.  Всё тело этих динозавров было покрыто костными пластинами и шипами, что являлось частью их защитной системы, в дополнение к этому сколозавр имел короткие рога. Пластинки располагались вдоль спины, шеи, боков и хвоста, они могли быть небольшими и тонкими в области шеи и постепенно становились крупнее и массивнее на спине и хвосте. Кроме того, на конце хвоста находился массивный «булавообразный» шип, который использовался для защиты от хищников - это был один из наиболее выдающихся элементов их анатомии, который позволял им обороняться от крупных плотоядных динозавров. Единственным уязвимым местом сколозавра был живот, поэтому для того чтобы убить животное, хищнику пришлось бы перевернуть двухтонного приземистого сколозавра на спину. 

### Череп и зубы
Как и все анкилозавриды, сколозавр обладал плоским черепом треугольной формы, составленным из массивных костей, с небольшим пространством для головного мозга. Череп сколозавров был относительно небольшим, но чрезвычайно прочным, с широкими челюстями, мелкими и плоскими зубами, предназначенными для пережёвывания жесткой растительности, такой как хвойные растения, различные травы и, возможно, водоросли. Это подтверждается рядом исследований, показывающих, что их зубы хорошо подходили для измельчения растительных материалов.

### Поведение и образ жизни
Сколозавры были травоядными и, скорее всего, вели довольно спокойный образ жизни. Благодаря своей мощной броне и боевым шипам на хвосте, они могли легко защищаться от хищников, таких как Tyrannosaurus rex или Dromaeosaurs. Подобная броня говорила о том, что эти динозавры предпочитали пассивную защиту, избегая столкновений с хищниками, а не активную агрессию. Когда они сталкивались с угрозой, они могли использовать свой хвост в качестве оружия, нанося мощные удары по нападающим. Кроме того, сколозавры, вероятно, были стадными животными, так как многие из найденных окаменелых остатков принадлежат нескольким особям, что может свидетельствовать о социальном поведении и защите стада.

### Место обитания и экосистема
Сколозавры жили в лесистых и полузаросших районах, где они могли искать себе пищу в виде листвы, кустарников и низкорослых деревьев. Их находки в Северной Америке, в том числе в районах современных штатов Монтану и Альберту, дают основание предполагать, что они обитали в экосистемах, напоминающих современные степи и лесостепи. Это означает, что сколозавры должны были быть хорошо приспособлены к жизни в условиях, где растительность была разнообразной, но достаточно плотной, чтобы обеспечить укрытие от хищников.

### Размножение
Хотя точные данные о размножении сколозавров остаются недоступными, можно предположить, что, как и многие другие динозавры, они откладывали яйца. Остатки яиц и гнездовых структур, обнаруженные в местонахождениях анкилозавров, позволяют предположить, что эти динозавры могли быть одиночными или группами, высиживающими яйца.

## Экология, поведение
Сколозавры существовали между 85 и 65 млн лет назад, в позднемеловое время. Они были травоядными динозаврами. Развитие ноздрей и носовой полости свидетельствует о высокой чувствительности сколозавра к запахам. Лапы животного были хорошо приспособлены к раскапыванию почвы. Довольно слаборазвитый зубной аппарат говорит о том, что сколозавр питался в основном молодыми сочными побегами, корнеплодами и т. п.
Все раскопанные останки анкилозавридов представляют единичные особи, из этого делается вывод, что эта группа динозавров вела одиночный образ жизни. Найденная в 1988 году группа из 22 скелетов молодых пинакозавров (также относящихся к анкилозавридам) позволяет предположить, что молодняк анкилозавридов мог собираться в стада.

## История изучения
Род сколозавров был впервые описан в 1902 годупалеонтологом Лоуренсом Ламбом, который дал динозавру имя Stereocephalus. Однако это название уже использовалось для насекомого, и в 1910 году род был переописан как Euoplocephalus. Этот род динозавров стал известен благодаря своему характерному строению, включая массивный череп и бронированное тело.
С тех пор в процессе изучения сколозавров было сделано множество важных находок. К настоящему времени обнаружены останки около 40 особей. Эти находки были сделаны в Монтане (США) и Альберте (Канада) . Находки включают черепа, хвостовые «булавы», отдельные зубы и один почти полный скелет, на котором сохранились пластины брони в своём оригинальном расположении. Эти останки сыграли важную роль в понимании экологии и поведения сколозавров, а также в реконструкции их внешнего вида.

## Виды
- Euoplocephalus (Scolosaurus) tutus — типовой вид.
- Euoplocephalus (Scolosaurus) acutosquameus — описан в 1924 году Уильямом Парксом. Отличается от E. tutus только формой хвостовых «булав», поэтому многие исследователи склонны считать их одним видом.

### Недействительные виды
- Euoplocephalus giganteus — вид был предложен Уолтером Кумбсом в 1971 году, заменив монгольский вид Dyoplosaurus giganteus, описанный Малеевым в 1956 году, в настоящее время официально признан как Tarchia gigantea.

Отдельные палеонтологи относят к роду сколозавров виды, относимые другими к родам анкилозавров и тархий. В одной работе утверждалось что E. tutus относится не к отдельному роду, а к роду анкилозавров.